# Geōrgios Papadopoulos
Geōrgios Papadopoulos (in greco Γεώργιος Παπαδόπουλος?; AFI: [ʝeˈorʝios papaˈðopulos]; Eleochorion, 5 maggio 1919 – Atene, 27 giugno 1999) è stato un militare e politico greco.
Fu promotore del colpo di Stato del 21 aprile 1967 in Grecia, a capo della giunta militare nel periodo compreso fra il 1967 e il 1973 ha ricoperto il ruolo di primo ministro (1967 – 1973), reggente della Grecia (1972 – 1973) e, abolita la monarchia, di presidente della Grecia (1973).

## Biografia
Entrato nell'Accademia militare nel 1937, ne esce come sottotenente di artiglieria nel 1940 e nel corso della seconda guerra mondiale combatté prima contro gli italiani e poi contro i nazisti, ma tra il 1941 e il 1944, durante l'occupazione italo-tedesca della Grecia, si alleò con il governo collaborazionista dell'Asse.
Nel 1944, con l'aiuto dei servizi segreti britannici, fuggì in Egitto, dove gli venne assegnato il grado di tenente. Nel 1945 tornò in Grecia dove partecipò alla fondazione di "IDEA", organizzazione segreta nazionalista e prese parte alla guerra civile greca (1946-1949) dove ottenne la medaglia d'oro per atti eccezionali e croce di guerra. Durante gli anni cinquanta ha ricoperto varie unità in posizione elevata, è stato addestrato negli Stati Uniti e, nel 1961, raggiunse il grado di tenente colonnello. Era stato anche membro dei servizi segreti greci (Kyp). Nel 1964 Papadopoulos fu trasferito ad una divisione di artiglieria in Tracia.

### Il colpo di Stato
Il re Costantino II, insieme al comandante in capo dell'esercito greco Georgios Spantidakis, meditava un colpo di Stato per mettere al potere Panagiōtīs Pipinelīs, fedelissimo al re. Nel novembre del 1966 si formò un gruppo di ufficiali capeggiati da Georgios Papadopoulos, che era stato promosso colonnello, i quali vennero introdotti ai preparativi del colpo di Stato, e furono dislocati al comando di varie formazioni in postazioni strategiche.
Gli ufficiali del gruppo di Papadopoulos, al quale appartenevano il brigadiere generale Stylianos Pattakos (Στυλιανός Παττακός) e il colonnello Nikolaos Makarezos (Νικόλαος Μακαρέζος), di fronte ai temporeggiamenti degli ufficiali maggiori, e temendo l'avvicinamento delle elezioni, decisero di agire individualmente senza attendere il via libera del monarca.
Nella notte fra il 20 ed il 21 aprile 1967, a tutti gli appartenenti al gruppo degli insurrezionisti, venne dato il segnale per agire. Alle 2:00 Papadopoulos, Makarezos e il colonnello Ioannis Ladas (Ιωάννης Λαδάς), entrarono nella sede dello stato maggiore dell'Esercito e annunciarono al comandante in capo Georgios Spantidakis il colpo di Stato. Spantidakis non si oppose, anzi facilitò i piani dei colonnelli, e, alle 2:30, un reggimento di paracadutisti con a capo il maggiore Georgios Konstantopoulos occupò il Ministero della difesa.
Contemporaneamente le truppe al comando del brigadiere generale Stylianos Pattakos guadagnarono il controllo dei centri di comunicazione, del parlamento e del palazzo reale. Le unità mobili della polizia militare (Elliniki Stratiotiki Astynomia, ESA), seguendo liste già predisposte dal capo Ioannis Ladas, arrestarono più di 10.000 persone. Dirigenti politici, incluso il primo ministro Panagiōtīs Kanellopoulos, altre figure di rilievo ed anche semplici cittadini che avessero mostrato simpatie per la sinistra, furono arrestati o messi nella condizione di non poter comunicare.
I golpisti, alle 5:30 della mattina del 21 aprile, fecero visita al re nella sua residenza estiva di Tatoi, che era stata circondata da carri armati in mano a militari ai loro ordini.
Papadopoulos assunse in breve il ruolo di uomo forte della Giunta militare.

### Capo del governo e presidente
Nel dicembre 1967 il re andò all'estero in esilio volontario e formalmente si instaurò la dittatura dei colonnelli. Il reggente, il generale Geōrgios Zōitakīs, chiamò Papadopoulos alla carica di primo ministro.
Il 13 agosto 1968 vi fu il tentativo di assassinare Papadopoulos, durante il suo trasferimento dalla sua residenza estiva a Lagonisi verso Atene.
Il piano prevedeva l'esplosione di una bomba in un punto della strada costiera dove la limousine di Papadopoulos doveva rallentare. Il piano fallì e l'attentatore Alekos Panagulis venne catturato poche ore dopo.
Nel 1972 lo stesso Zoitakis, entrò in contrasto con gli altri membri della giunta militare e fu sostituito nella reggenza da Papadopoulos stesso.
Per guadagnare consenso al suo governo, Papadopoulos fu abile nel proiettare un'immagine ammiccante ad alcuni settori della società greca. Il contadino povero, conservatore, religioso, con il suo rozzo galateo, il suo linguaggio semplice, il suo nome ampiamente diffuso (Georgios Papadopoulos è uno dei nomi più diffusi in Grecia) divenne una figura importante. Papadopoulos stesso si presentò come un amico dell'uomo qualunque.
Dopo il referendum per la nuova costituzione repubblicana, approvato a larga maggioranza, Papadopoulos assunse, il 1º giugno 1973, la carica di presidente della repubblica greca.
Di fronte alle difficoltà crescenti con l'economia, al dissenso popolare e all'isolamento diplomatico crescente, la giunta greca cercò consenso iniziando una transizione verso una certa forma di democrazia. Papadopoulos quindi cercò il supporto dalla vecchia classe politica e Spyridōn Markezinīs accettò di collaborare per contribuire a condurre il paese di nuovo alla normale democrazia parlamentare in un processo che venne chiamato metapolitefsi. Nel settembre 1973 Papadopulos lasciò la carica di primo ministro e nominò al suo posto Marzkezinis.

### Il ritorno alla democrazia e il carcere
Il 25 novembre 1973, dopo la sanguinosa repressione della rivolta del Politecnico di Atene del 17 novembre e le proteste interne ed internazionali seguite ai fatti, un golpe militare guidato dal generale Dimitrios Ioannides rimosse Papadopoulos e cercò di mantenere il potere nelle mani dei militari, chiamando come presidente il generale Phaedon Gizikis e il civile Adamantios Androutsopoulos alla carica di primo ministro.
Il 23 luglio 1974 la giunta militare capeggiata dal generale Ioannides si dissolse in seguito al fallimento del colpo di Stato a Cipro che mirava all'annessione di quell'isola alla Grecia e il presidente, il generale Gizikis, non poté che convocare le elezioni democratiche per il novembre successivo, nominando Kōnstantinos Karamanlīs primo ministro.
Dopo il ritorno alla democrazia, nel 1975 Papadopoulos fu processato e condannato a morte, pena poi commutata nell'ergastolo. Rifiutata un'offerta di amnistia, rimase in prigionia fino alla morte, avvenuta in ospedale per cancro. Il 30 gennaio 1984 aveva fondato la Εθνική Πολιτική Ένωσις (Unione politica Nazionale), noto come EPEN, che alle elezioni europee di quell'anno elesse un eurodeputato.